# ميشيل دوفور
ميشيل دوفور (بالفرنسية: Michel Dufour)‏ (و. 1958 – م) هو كاتب قصص قصيرة، وكاتب، من كندا.